# 昂塞特 (麻薩諸塞州)
昂塞特（英語：Onset）是位於美國麻薩諸塞州普利茅斯縣的一個普查規定居民點。

## 人口
根據2020年美國人口普查的數據，昂塞特的面積為3.35平方千米，當中陸地面積為2.79平方千米，而水域面積為0.56平方千米。當地共有人口1617人，而人口密度為每平方千米482.69人。